# Euryglossina mutica
Euryglossina mutica is een vliesvleugelig insect uit de familie Colletidae. De wetenschappelijke naam van de soort is voor het eerst geldig gepubliceerd in 1912 door Cockerell.